# Sollevamento pesi ai Giochi della XVII Olimpiade
Le competizioni di sollevamento pesi dei Giochi della XVII Olimpiade si sono svolte dal 7 al 10 settembre 1960 al Palazzetto dello Sport di Roma.
Come a Melbourne 1956 si sono disputate 7 categorie come segue:
| Categoria            | 1960      |
| -------------------- | --------- |
| Pesi gallo           | - 56 kg   |
| Pesi piuma           | - 60 kg   |
| Pesi leggeri         | - 67,5 kg |
| Pesi medi            | - 75 kg   |
| Pesi massimi-leggeri | - 82,5 kg |
| Pesi mediomassimi    | - 90 kg   |
| Pesi massimi         | + 90 kg   |

## Podi
| Evento                          | Oro               | Perform. | Argento          | Perform. | Bronzo               | Perform. |
| Pesi gallo (dettagli)           | Charles Vinci     | 345,0    | Yoshinobu Miyake | 337,5    | Esmail Elmkhah       | 330,0    |
| Pesi piuma (dettagli)           | Evgenij Minaev    | 372,5    | Isaac Berger     | 362,5    | Sebastiano Mannironi | 352,5    |
| Pesi leggeri (dettagli)         | Viktor Bušuev     | 397,5    | Tan Howe Liang   | 380,0    | Abdul Wahid Aziz     | 380,0    |
| Pesi medi (dettagli)            | Aleksandr Kurynov | 437,5    | Tommy Kono       | 427,5    | Győző Veres          | 405,0    |
| Pesi massimi-leggeri (dettagli) | Ireneusz Paliński | 442,5    | James George     | 430,0    | Jan Bochenek         | 420,0    |
| Pesi mediomassimi (dettagli)    | Arkadij Vorob'ëv  | 472,5    | Trofim Lomakin   | 457,5    | Louis Martin         | 445,0    |
| Pesi massimi (dettagli)         | Jurij Vlasov      | 537,5    | James Bradford   | 512,5    | Norbert Schemansky   | 500,0    |

## Medagliere
| Posizione | Paese            |   |   |   | Totale |
| --------- | ---------------- | - | - | - | ------ |
| 1         | Unione Sovietica | 5 | 1 | 0 | 6      |
| 2         | Stati Uniti      | 1 | 4 | 1 | 6      |
| 3         | Polonia          | 1 | 0 | 1 | 2      |
| 4         | Giappone         | 0 | 1 | 0 | 1      |
| 4         | Singapore        | 0 | 1 | 0 | 1      |
| 6         | Gran Bretagna    | 0 | 0 | 1 | 1      |
| 6         | Ungheria         | 0 | 0 | 1 | 1      |
| 6         | Iran             | 0 | 0 | 1 | 1      |
| 6         | Iraq             | 0 | 0 | 1 | 1      |
| 6         | Italia           | 0 | 0 | 1 | 1      |
| Totale    | Totale           | 7 | 7 | 7 | 21     |